# Lapeirousia montana
Lapeirousia montana är en irisväxtart som beskrevs av Friedrich Wilhelm Klatt. Lapeirousia montana ingår i släktet Lapeirousia och familjen irisväxter. Inga underarter finns listade i Catalogue of Life.